# Amir Talai
Amir Talai, född 1977 i San Francisco, Kalifornien, är en amerikansk skådespelare.

## Filmografi
- 2011 – Best Player
- 2011–2013 – Kung Fu Panda: Legends of Awesomeness (TV-serie) (röst)
- 2012 – What to Expect
- 2024 – Hazbin Hotel (TV-serie) (röst)